# Twilight Zone (2002)
Twilight Zone (engl. für „Zwielichtbereich“) ist eine US-amerikanische Fernsehserie, die sich fiktional mit paranormalen Ereignissen beschäftigt. Sie ist eine Wiederaufnahme des Konzepts der 1959 bis 1965 erschienenen Fernsehserie Twilight Zone.

## Auszeichnungen
- Im Jahre 2002 wurde Twilight Zone als beste Fernsehserie (Best Network Television Series) für den Saturn Award nominiert.